# TCR World Tour
TCR World Tour es un campeonato internacional de automóviles de turismos de especificación TCR. El campeonato es promovido por WSC Group Ltd, que fue fundado por el exgerente del Campeonato Mundial de Turismos Marcello Lotti.

## Historia
El 14 de octubre de 2022, se informó que la Copa Mundial de Turismos se retiraría en ese formato después de la temporada 2022 debido a numerosas dificultades logísticas causadas por la pandemia de COVID-19. El mismo día, WSC anunció la formación de TCR World Tour. Fue lanzado para reemplazar al WTCR. El 12 de noviembre de 2022, se anunció que el autódromo Mount Panorama figuraría en el calendario como parte de la TCR Australia Touring Car Series. El 30 de noviembre, se confirmó que los circuitos de Algarve, Spa-Francorchamps y Hungaroring figurarían en el calendario como parte de la TCR Europe Touring Car Series. El 13 de enero de 2023, se confirmó que Autódromo de Vallelunga Piero Taruffi figuraría en el calendario como parte del Campeonato Italiano de Superturismos. El 8 de febrero, se anunció que los autódromos Víctor Borrat Fabini y Potrero de los Funes figurarían en el calendario de la temporada 2023 de TCR South America, mientras que circuito da Guia figuraría como parte del Campeonato de China de Turismos.

## Campeones
| Campeonato de Pilotos | Campeonato de Pilotos | Campeonato de Pilotos       | Campeonato de Pilotos |                       | Campeonato de Equipos | Campeonato de Equipos | Ref. |
| Año                   | Piloto                | Equipo                      | Auto                  | Equipo                | Auto                  |                       | Ref. |
| --------------------- | --------------------- | --------------------------- | --------------------- | --------------------- | --------------------- | --------------------- | ---- |
| 2023                  | Norbert Michelisz     | BRC Hyundai N Squadra Corse | Hyundai Elantra N TCR | Cyan Racing Lynk & Co | Lynk & Co 03 FL TCR   | [ 9 ]                 |      |
| 2024                  | Norbert Michelisz     | BRC Hyundai N Squadra Corse | Hyundai Elantra N TCR | Cyan Racing Lynk & Co | Lynk & Co 03 FL TCR   | [ 10 ] [ 11 ]         |      |